# Prostitution i USA
USA har ingen nationell lag mot prostitution eftersom denna fråga liksom många andra avgörs av delstaterna snarare än den federala regeringen. Lagstiftningen skiljer sig därför åt mellan delstaterna, där de varierar från totalförbud till legalisering. 
Under kolonialtiden och 1700-talet var medvetenheten om prostitution som sådan låg. Under 1800-talet växte prostitutionen explosionsartat i hela USA. Generellt var prostitution indirekt förbjuden genom lagstiftningen mot lösdriveri, men i praktiken brukade lokala myndigheter tolerera prostitution och bordeller om dessa var diskreta, ofta i utbyte mot mutor. Någon reglementerad prostitution eller direkt förbud kunde inte genomdrivas. Av New Yorks 250 000 invånare år 1831 var 4 procent sexarbetande.
Under 1800-talet förekom aktivism mot prostitutionen. Genom Comstock Law 1873 förbjöds all distribuering av "osedligt" material som pornografi och preventivmedel, och genom Page Act of 1875 förbjöds trafficking av prostituerade från utlandet. Under andra hälften av 1800-talet och sekelskiftet 1900 förekom en hysteri om vit slavhandel till bordeller, vilket resulterade i Mann Act 1910, som förbjöd all trafficking för sexuella ändamål. Rädslan för vit slavhandel var ett ämne som allmänheten kunde sympatisera med på bredare front, vilket gjorde att toleransen för prostitution sjönk i början av 1900-talet och strängare lagstiftning eller tillämpning av existerande lagstiftning växte.  
Parallellt legaliserades prostitution lokalt på flera håll: det mest berömda exemplet var området Storyville i New Orleans (1897–1917).
Prostitution är förbjudet i de flesta amerikanska delstater. I delstaten Nevada är prostitution legaliserat.